# Melanotaenia iris
Melanotaenia iris är en fiskart som beskrevs av Allen, 1987. Melanotaenia iris ingår i släktet Melanotaenia och familjen Melanotaeniidae. IUCN kategoriserar arten globalt som livskraftig. Inga underarter finns listade i Catalogue of Life.